# Outeiro (Bragança)
Outeiro is een plaats (freguesia) in de Portugese gemeente Bragança en telt 367 inwoners (2001).